# Fish Tank (film)
Fish Tank is een Britse dramafilm uit 2009 onder regie van Andrea Arnold.

## Verhaal
De 15-jarige Mia woont met haar alleenstaande moeder Joanne en zusje Tyler in een buitenwijk van Londen. Mia zit altijd in de problemen; ze wordt geschorst op school, uitgesloten door haar vrienden en heeft ruzie met haar moeder. Op een dag brengt haar moeder Connor mee, een man die belooft dat hij liefde in hun levens zal brengen. Er ontstaat echter een broeierige sfeer; is zijn vriendelijkheid oprecht?

## Rolverdeling
- Katie Jarvis: Mia Williams
- Michael Fassbender: Connor
- Kierston Wareing: Joanne Williams
- Rebecca Griffiths: Tyler Williams
- Harry Treadaway: Kyle
- Sydney Mary Nash: Keira
- Sarah Bayes: Keely